# Тригонометрический многочлен
Тригонометрический многочлен — функция вещественного аргумента, которая является конечной тригонометрической суммой, то есть функция, представленная в виде:
{\displaystyle f(x)={\frac {a_{0}}{2}}+\sum _{k=1}^{n}(a_{k}\cos(kx)+b_{k}\sin(kx))},
где аргумент и коэффициенты {\displaystyle x,a_{k},b_{k}\in \mathbb {R} }, а {\displaystyle k=1,2,...,n}.
В комплексной форме согласно формуле Эйлера такой многочлен записывается следующим образом:
{\displaystyle f(x)=\sum _{k=-n}^{k=n}c_{k}e^{ikx}},
где {\displaystyle c_{0}={\frac {a_{0}}{2}},c_{k}={\frac {(a_{k}-ib_{k})}{2}},c_{-k}={\frac {(a_{k}+ib_{k})}{2}}}.
Эта функция бесконечно дифференцируема и {\displaystyle 2\pi }-периодична — непрерывна на единичном круге.
Тригонометрические многочлены являются важнейшим средством приближения функций, используются для интерполяции  и решения дифференциальных уравнений.
Согласно теореме Вейерштрасса для любой непрерывной на круге функции существует последовательность тригонометрических многочленов, которая к ней равномерно сходится.
Тригонометрический многочлен является частичной суммой ряда Фурье. Согласно теореме Фейера последовательность арифметических средних частичных сумм ряда Фурье равномерно сходится к непрерывной на круге функции. Это даёт простой конструктивный метод построения равномерно сходящейся последовательности тригонометрических многочленов.